# Zygolophodon
Genre
Espèces de rang inférieur
- † Zygolophodon aegyptensis Sanders et Miller, 2002
- † Zygolophodon borsoni (Hays, 1834)
- † Zygolophodon lufengensis Zhang Xingyong, 1982
- † Zygolophodon morotoensis Pickford & Tassy, 1980
- † Zygolophodon proavus (Cope, 1873)
- † Zygolophodon pyrenaicus Mayet, 1908
- † Zygolophodon tapiroides (Cuvier, 1824) (Espèce type)
- † Zygolophodon turicensis (Schintz, 1824)

Synonymes
- † Miomastodon
- † Turicius

Zygolophodon est un genre fossile de proboscidiens de la famille des mammutidés d'Afrique, d'Asie, d'Amérique du Nord et d'Europe, qui a vécu pendant le Miocène et le Pliocène. On pense qu'il a évolué en Tetralophodon.
Le genre a été décrit par Michael Vacek en 1877.

## Description

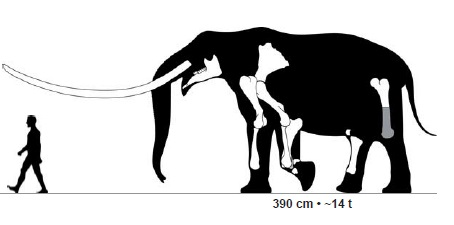
Silhouette de Z. borsoni, avec en blanc les os retrouvés. Milia (Grèce).

Zygolophodon borsoni est une espèce de très grande taille parfois rattachée au genre Mammut. C'est un des plus grands mammifères terrestres de tous les temps. D'une hauteur d'épaule de 3,9 à 4,1 mètres et d'un poids de 14 à 16 tonnes, sa taille est proche de celle de Paraceratherium.

## Liste des espèces
- † Zygolophodon aegyptensis Sanders et Miller, 2002
- † Zygolophodon borsoni (Hays, 1834)
- † Zygolophodon lufengensis Zhang Xingyong, 1982
- † Zygolophodon morotoensis Pickford & Tassy, 1980
- † Zygolophodon proavus (Cope, 1873) (syn. Mastodon brevidens, Mastodon merriami)
- † Zygolophodon pyrenaicus Mayet, 1908[3]
- † Zygolophodon tapiroides (Cuvier, 1824) Espèce type  (syn. Mastodon borsoni)
- † Zygolophodon turicensis (Schintz, 1824)